# DAX (indice)
Indicele DAX 30 este indicele bursier al pieței germane de capital, care este alcătuit din cele mai mari 30 de companii (blue chip-uri) tranzacționate la bursa de la Frankfurt. DAX este echivalentul FTSE 100 britanic și Dow Jones american.
DAX a fost creat la 1 iulie 1988, cu o valoare de pornire de 1000 de puncte. Indicele este calculat de Deutsche Börse AG.
Pe 24 noiembrie 2020, Deutsche Börse a anunțat extinderea indicelui cu zece componente suplimentare pentru a reflecta mai pe deplin structura modernă a economiei germane. Extinderea a avut loc în a 3-lea trimestru al anului 2021.

## Calculul indicelui
Din ianuarie 2016, indicele a fost calculat în fiecare zi de tranzacționare de la ora 9:06 CET. La calcularea DAX se folosesc prețurile acțiunilor pe bursa electronică XETRA.
Pentru calculul bazat pe formula Etienne Laspeyres, prețurile acțiunilor unor companii listate selectate sunt ponderate în funcție de capitalizarea lor bursieră.
Sunt luate în considerare doar acțiunile care sunt în free float. Dacă capitalul societății este împărțit în mai multe tipuri de acțiuni (de exemplu, acțiuni ordinare și acțiuni privilegiate), se utilizează tipul de acțiuni cu lichiditate mai mare.

## Criterii de selecție
Din septembrie 2021, companiile au dreptul de a fi incluse în DAX doar pe un singur criteriu principal - capitalizarea bursieră a societății pe acțiuni. Se ia în considerare valoarea totală a tuturor acțiunilor care sunt în free float și nu în mâinile investitorilor strategici. Alte criterii anterioare, precum activitatea de tranzacționare a acestor valori mobiliare, au dispărut.
În plus, a fost introdusă o nouă condiție strictă: candidații pentru DAX 40 trebuie să aibă cel puțin doi ani de profit, precum și să prezinte în mod regulat nu numai rapoarte anuale și semestriale, ci și trimestriale auditate.
O acțiune poate fi exclusă din indice între datele de reechilibrare dacă ponderea acesteia depășește 10% și volatilitatea istorică de 30 de zile a prețului acțiunii depășește 250%.